# Voleibol als Jocs Olímpics d'estiu de 1968
Als Jocs Olímpics d'Estiu de 1968 celebrats a Ciutat de Mèxic (Mèxic) es disputaren dues proves de voleibol, una en categoria masculina i una altra en categoria femenina, sent la segona vegada que aquest esport formava part del programa oficial dels Jocs. La competició tingué lloc al Gimnasio Olímpico Juan de la Barrera entre els dies 13 i 26 d'octubre de 1968.

## Comitès participants
Participaren 206 jugadors, entre ells 119 homes i 87 dones, de 12 comitès nacionals diferents.
| Categoria masculina - Bèlgica - Brasil - Bulgària - Estats Units - Japó - Mèxic - Polònia - RDA - Txecoslovàquia - Unió Soviètica | Categoria femenina - Corea del Sud - Estats Units - Japó - Mèxic - Perú - Polònia - Txecoslovàquia - Unió Soviètica |

## Resum de medalles
| Prova                       | Or | Argent | Bronze |
| Categoria masculina Detalls | Unió SovièticaEduard Sibiryakov · Valeri Kravchenko · Volodímir Bieliàiev · Yevgeni Lapinsky · Oļegs Antropovs · Vasilius Matushevas · Viktor Mikhalchuk · Yuri Poyarkov · Boris Tereshchuk · Volodymyr Ivanov · Ivan Bugaenkov · Georgi Mondzolevski | JapóNachiro Ikeda · Masayuki Minami · Katsutoshi Nekoda · Mamoru Shiragami · Isao Koizumi · Kenji Kimura · Yasuaki Mitsomuri · Jungo Morita · Tadayoshi Yokota · Seiji Oko · Tetsuo Sato · Kenji Shimaoka | TxecoslovàquiaAntonin Prochazka · Jiří Svoboda · Lubomír Zajíček · Josef Musil · Josef Smolka · Vladimir Petlak · Petr Kop · Frantisek Sokol · Bohumil Golian · Zdenek Groessel · Pavel Schenk · Drahomir Koudelka                            |
| Categoria femenina Detalls  | Unió SovièticaLyudmila Buldakova · Lyudmila Mikhailkovskaya · Tatyana Veinberga · Vera Lantratova · Vera Galushka · Tatyana Sarycheva · Tatyana Ponyaeva · Nina Smoleeva · Inna Ryskal · Galina Leontyeva · Roza Salikhova · Valentina Kamenek        | JapóSetsuko Yoshida · Suzue Takayama · Toyoko Iwahara · Youko Kasahara · Aiko Onozawa · Yukiyo Kojima · Sachiko Fukanaka · Kunie Shishikura · Setsuko Inoue · Sumie Oinuma · Makiko Furakawa · Keiko Hama | PolòniaElżbieta Porzec · Zofia Szczęśniewska · Wanda Wiecha · Barbara Niemczyk · Krystyna Ostromęcka · Krystyna Krupa · Jadwiga Książek · Józefa Ledwig · Krystyna Jakubowska · Lidia Chmielnicka · Krystyna Czajkowska · Halina Aszkiełowicz |

## Medaller
| Posició | País           | Or | Argent | Bronze | Total |
| 1       | Unió Soviètica | 2  | 0      | 0      | 2     |
| 2       | Japó           | 0  | 2      | 0      | 2     |
| 3       | Txecoslovàquia | 0  | 0      | 1      | 1     |
| 4       | Polònia        | 0  | 0      | 1      | 1     |